# Île Phwa Jep
L’île Phwa Jep est un îlot de Nouvelle-Calédonie appartenant administrativement à Poum.
Elle se situe à l'extrémité Nord de l'île Baaba.